# Metapolybia docilis
Metapolybia docilis är en getingart som beskrevs av Richards 1978. Metapolybia docilis ingår i släktet Metapolybia och familjen getingar. Inga underarter finns listade i Catalogue of Life.